# Taxeotis ochrosticta
Taxeotis ochrosticta är en fjärilsart som beskrevs av Turner 1929. Taxeotis ochrosticta ingår i släktet Taxeotis och familjen mätare. Inga underarter finns listade i Catalogue of Life.